# أكوامان
الرجل المائي (بالإنجليزية: Aquaman)‏ هو بطل خارق في القصص المصورة تم نشره بواسطة شركة دي سي (بالإنجليزية: DC) أول ظهور له كان تاريخ (نوفمبر 1941). في آواخر عام 1950 و1960 المعروف بعصر القصص المصورة الفضي تم قبوله كعضو في رابطة العدل الأمريكية.وفي عام 1990 عصر القصص المصورة الحضاري شخصية الرجل المائي أصبحت مشهوره أكثر من السابق بسبب سيناريو قصة ملك أتلانتس.

## سيرة الشخصية الخيالية
كانَ الرجلُ المائيُ شخصاً عادياً إلى أن تمرن على السباحة واكتشف قدرته على التنفس تحت الماء طويلاً ثم قرر الذهاب إلى رحلة بحرية لإختبار قدراته دون بدلة الغوص فغطس في الماء فوجد نفسه أمام سمكة قرش فحاول الدفاع عن نفسه فحاول دفعها إلى الخلف فكَوَنَّ قنبلة مائية ثم نُصِبَ ملك اطلنطس ثم تعرف إلى بات مان وأصدقائه ثم أصبح صديق باتمان.

## القدرات
يستطيع الرجل المائي إطلاق قنابل الماء من يديه، يستطيع الرجل المائي التنفس تحت الماء .يستطيع الرجل المائي التحدث مع حيوانات البحار